# Stadsfullmäktigevalen i Sverige 1914
Stadsfullmäktigevalet i Sverige 1914 genomfördes i december 1914. Vid detta val valdes och halva stadsfullmäktige i 24 av 99 stadskommuner. Valet påverkade också på sikt första kammarens sammansättning. 
Tänket var att halva antalet fullmäktige skulle väljas detta år på en fyraårig mandatperiod, så skulle den andra halvan väljas efter två år och så vidare. Dessa mandat ersattes därmed vid stadsfullmäktigevalen 1918.
Innan nyvalet 1919 tillämpades varken allmän eller lika rösträtt. Istället baserades röstetalen på medborgarnas inkomst vilket, som av tabellen framgår, ofta gynnade den politiska högern.

## Valresultat
| Parti                | Parti                     | Antal röster | Antal röster | Röstetal  | Röstetal | Röstetal | Mandatfördelning | Mandatfördelning | Mandatfördelning | Mandatfördelning |
| Parti                | Parti                     | Antal        | %            | Antal     | %        | +−       | Nyvalda          | Kvar- stående    | Totalt           | +−               |
| -------------------- | ------------------------- | ------------ | ------------ | --------- | -------- | -------- | ---------------- | ---------------- | ---------------- | ---------------- |
|                      | Allmänna valmansförbundet | 52 246       | 44,2         | 1 027 619 | 57,3     | +3,4     | 694              | 992              | 1 686            | +18              |
|                      | Liberala samlingspartiet  | 26 146       | 22,1         | 376 482   | 21,0     | -3,0     | 247              | 463              | 710              | -80              |
|                      | Socialdemokraterna        | 38 845       | 32,8         | 374 627   | 20,9     | -0,4     | 193              | 271              | 464              | +40              |
|                      | Övriga partier            | 1 097        | 0,9          | 14 071    | 0,8      | —        | 29               | 68               | 97               | —                |
|                      | Övriga kandidater         | 20           | 0,0          | 373       | 0,0      | —        | 29               | 68               | 97               | —                |
| Antal giltiga röster | Antal giltiga röster      | 118 354      | 100          | 1 793 172 | 100      |          | 1 163            | 1 794            | 2 957            | -1               |
| Ogiltiga röster      | Ogiltiga röster           | 293          |              |           |          |          |                  |                  |                  |                  |
| Totalt               | Totalt                    | 118 647      |              |           |          |          |                  |                  |                  |                  |

## Valda i de landstingsfria städerna
| Göteborg | Göteborg                  | Göteborg | Göteborg |
| Parti    | Parti                     | Mandat   | Mandat   |
| Parti    | Parti                     | Antal    | +−       |
| -------- | ------------------------- | -------- | -------- |
|          | Allmänna valmansförbundet | 29       | +-0      |
|          | Liberala samlingspartiet  | 20       | -2       |
|          | Socialdemokraterna        | 11       | +3       |
| Totalt   | Totalt                    | 60       | +-0      |

| Malmö  | Malmö                     | Malmö  | Malmö  |
| Parti  | Parti                     | Mandat | Mandat |
| Parti  | Parti                     | Antal  | +−     |
| ------ | ------------------------- | ------ | ------ |
|        | Allmänna valmansförbundet | 33     | +4     |
|        | Socialdemokraterna        | 20     | -1     |
|        | Liberala samlingspartiet  | 1      | -3     |
| Totalt | Totalt                    | 54     | +-0    |

| Norrköping | Norrköping                | Norrköping | Norrköping |
| Parti      | Parti                     | Mandat     | Mandat     |
| Parti      | Parti                     | Antal      | +−         |
| ---------- | ------------------------- | ---------- | ---------- |
|            | Allmänna valmansförbundet | 42         | +1         |
|            | Socialdemokraterna        | 8          | +1         |
|            | Liberala samlingspartiet  | 2          | -2         |
| Totalt     | Totalt                    | 52         | +-0        |

| Gävle  | Gävle                     | Gävle  | Gävle  |
| Parti  | Parti                     | Mandat | Mandat |
| Parti  | Parti                     | Antal  | +−     |
| ------ | ------------------------- | ------ | ------ |
|        | Allmänna valmansförbundet | 24     | +1     |
|        | Socialdemokraterna        | 11     | +1     |
|        | Liberala samlingspartiet  | 9      | -1     |
|        | Övrigt parti              | 1      | —      |
| Totalt | Totalt                    | 45     | +-0    |